# Лаверрьер, Альфонс
Альфонс Лаверрье́р (фр. Alphonse Laverrière; 16 мая 1872, Каруж, Женева — 11 марта 1954, Лозанна) — швейцарский архитектор. Создатель ряда известных зданий в городе Лозанне.
Родился в Каруже под Женевой в 1872 году. С 1887 по 1890 годы учился в школе изящных искусств Женевы, с 1892 года Высшей школе изящных искусств в Париже. После окончания учёбы в 1901 году работал архитектором в Лозанне. С 1902 по 1915 годы работал совместно с архитектором Эженом Моно. В 1912 году он вместе с Эженом-Эдуаром Моно получил золотую медаль в области архитектуры на конкурсе искусств Олимпийских игр 1912 года в категории «архитектура» за проект «План строительства современного стадиона». Выигрывал и другие соревнования, в том числе зарубежные по проектированию и строительству вилл, банков, производственных зданий, мостов. Также увлекался интерьером и дизайном мебели.
В 1908—1917 годы участвовал в строительстве Стены Реформации в Женеве. В 1917—1926 годы участвовал в строительстве завода по производству часов в Zenith (с 1918 года в должности художественного директора предприятия). С 1929 по 1942 годы преподавал теорию архитектуры в Федеральной политехнической школе Цюриха. В 1953 году получил почётную докторскую степень от университета Лозанны. Принял активное участие в создании лозаннской школы архитектуры. Состоял в ассоциации инженеров и архитекторов Швейцарии, федерации архитекторов Швейцарии. Разработал проект собственной могилы на кладбище Буа-де-Во. В 1995 году в память об Лаверрьере в Лозанне была установлена памятная доска.
Среди известных работ архитектора в Лозанне: башня Бель-Эр (1931 год), мост Шодерон (1905 год), кладбище Буа-де-Во (1951 год), фасад железнодорожного вокзала Лозанны (1916 год), здание Верховного суда Швейцарии (1927 год), Ботанический сад (1946 год), здание бывшего Национального банка на площади Святого Франциска, парк Валенси (1932 год).

## Галерея
| - Кладбище Буа-де-Во - Верховный суд Швейцарии - Башня Бель-Эр - Вокзал Лозанны |